# الموسوعة الأساسية (استراتيجية)
الموسوعة الأساسية هي موسوعة للقوات الجوية الأمريكية التي تدرج الأماكن التي سوف يتم قصفها.
وقد بدأت في عام 1946 خلال الحرب الباردة باسم موسوعة القصف وشملت أكثر من ثمانين ألف هدف محتمل حول العالم خلال الحرب الباردة ولقد كان للموسوعة الأساسية رقم من ثمانية خانات به وصف موجز لخطوط الطول وخطوط العرض والارتفاع والفئة المستهدفة (العسكرية والصناعية والمطارات).